# 이경춘
이경춘은 대한민국의 전 축구 선수이다.

## 클럽 경력
1992년 대우 로얄즈에서 데뷔하였다 그 후 1994년 전북 버팔로 창단 멤버이며 그 후 전북 다이노스에서 활약하였다.

## 국가대표팀 경력
1994년 아시안 게임 축구에 대한민국 축구 국가대표팀 일원으로 참가하였다.
대한민국 U-23 축구 국가대표팀의 연령 초과 선수로 합류하여 1996년 애틀랜타 올림픽 본선에 참가하였다.